# Умершие в мае 2007 года
Это список известных людей, соответствующих установленным критериям значимости (см. Википедия:Критерии значимости персоналий), умерших в мае 2007 года.
Причина смерти указывается лишь в исключительных случаях (убийство, самоубийство, гибель в результате военных действий, смертная казнь, ДТП или несчастные случаи). В остальных случаях — не указывается.

## Список
- 3 мая — Третьяк, Иван Моисеевич (85) — бывший заместитель министра обороны СССР.
- 3 мая — Синионидес, Никос — министр обороны Кипра.
- 3 мая -- Романов, Никита Никитич (83) -- потомок рода Романовых, старший сын князя императорской крови Никиты Александровича, правнук императора Александра III, праправнук императора Николая I.
- 4 мая — Анатолий Фёдоров (82) — Герой Социалистического Труда.
- 5 мая — Абдул-Маджид ибн Абдул-Азиз Аль Сауд (72/73) — саудовский принц, губернатор Мекки (с 2000).
- 5 мая — Майман, Теодор (79) — американский физик, создавший первый рабочий лазер.
- 5 мая — Урысон, Михаил Исаакиевич (91) — советский и российский антрополог[1].
- 6 мая — Рудяк, Михаил Семёнович (47) — российский предприниматель, глава компании «Ингеоком»; отёк мозга.
- 6 мая — Фёдоров, Владимир Матвеевич (86) — советский и российский театральный актёр и режиссёр.
- 7 мая — Корралес, Диего (29) — американский боксёр-профессионал, выступающий в полусредней весовой категории; автокатастрофа.
- 11 мая — Оле Ао Оле Мало Малиетоа Танумафили II Сусуга (94) — вождь, глава государства Самоа.
- 12 мая — Мулла Дадулло — главнокомандующий силами талибов в Афганистане.
- 12 мая — Ковалёв, Виктор Николаевич (53) — полузащитник (хоккей с мячом), тренер, мастер спорта СССР международного класса.
- 13 мая — Фёдоров, Михаил Михайлович (юрист) (86) — советский и российский учёный-правовед.
- 14 мая — Чанов, Виктор Гаврилович (84) — советский футболист, вратарь.
- 14 мая — Готтфрид Баммес, немецкий художник и анатом (род. 1920).
- 15 мая — Головин, Виктор — российский историк искусства.
- 16 мая — Лаврова, Татьяна Евгеньевна (68) — актриса.
- 16 мая — Гаспарян, Гоар Микаэловна (82) — армянская певица (сопрано), Народная артистка СССР, Герой Социалистического Труда, Кавалер ордена Св. Месропа Маштоца, профессор Ереванской консерватории.
- 17 мая — Балабуев, Пётр Васильевич (75) — советский и украинский авиаконструктор и деятель промышленности,  генеральный авиаконструктор Авиационного научно-технического комплекса имени О. К. Антонова, (1984 — май 2005 года). Герой Украины (1999). Герой Социалистического Труда (1975).
- 18 мая — Николай Галушкин (89) — советский снайпер, участник Великой Отечественной войны, Герой Российской Федерации (1995).
- 18 мая — Кашафутдинов, Ренарт Газиевич (76) — российский историк-педагог, заслуженный работник высшей школы РФ, заслуженный работник Казанского университета.
- 18 мая — Анатолий Шаг-Новожилов (96) — советский и российский артист-иллюзионист, режиссёр, изобретатель оригинальных иллюзионных трюков, видный деятель циркового искусства[2].
- 20 мая — Валентина Леонтьева (83) — телеведущая, Народная артистка СССР[3].
- 20 мая — Виктор Гвоздицкий (54) — актёр театра и кино, Народный артист России.
- 20 мая — Миллер, Стэнли Ллойд (77) — американский химик.
- 21 мая — Михаил Алексеев (89) — русский писатель.
- 21 мая — Рошаль, Александр Борисович (70) — шахматный журналист, мастер спорта СССР по шахматам, заслуженный тренер РСФСР, заслуженный работник культуры, издатель и главный редактор журнала «64 — Шахматное обозрение».
- 22 мая — Борис Бункин (84) — действительный член АН СССР.
- 23 мая — Лия Яхонтова (81) — российский минералог и педагог.
- 24 мая — Дмитрий Лепер (р. 1935) — советский, российский поэт; трагически погиб (утонул).
- 27 мая — Идзуми Сакаи (40) — японская певица (Zard).
- 28 мая — Евгения Полат (70) — доктор педагогических наук, профессор.
- 28 мая — Лэйн, Дэвид (68) — создатель и лидер организации американских неонацистов.
- 29 мая — Владимир Попков (65) — советский и российский кинорежиссёр.[www.kino-teatr.ru/kino/director/post/23180/bio/]
- 29 мая — Джоханос, Доналд Джордж (79) — американский дирижёр.
- 30 мая — Бриали, Жан-Клод (74) — французский актёр театра и кино.
- 30 мая — Марина Ковалёва (84) — советская актриса театра и кино.
- Александр Зайцев (музыкант) (49) — советский и российский музыкант, поэт, композитор и аранжировщик, был клавишником группы Машина времени (группа);Убийство
- 31 мая — Тубельский, Александр Наумович (66) — российский деятель образования, Заслуженный учитель Российской Федерации.